# Barrios de Colina
Barrios de Colina ist ein Ort und eine Gemeinde (municipio) mit nur noch 55 Einwohnern (Stand: 2024) im Zentrum der Provinz Burgos in der Autonomen Gemeinschaft Kastilien und León. Der Ort liegt am Jakobsweg (Camino Francés). Die gesamte Gemeinde gehört zur bevölkerungsarmen Bergregion der Serranía Celtibérica.

## Lage und Klima
Die Gemeinde Barrios de Colina liegt knapp 25 km (Fahrtstrecke) nordöstlich der Provinzhauptstadt Burgos in einer Höhe von ca. 970 m. Das Klima ist gemäßigt bis warm; Regen (ca. 635 mm/Jahr) fällt übers Jahr verteilt.

## Bevölkerungsentwicklung
| Jahr      | 1857 | 1900 | 1950 | 2000 | 2017 |
| Einwohner | 411  | 465  | 288  | 76   | 51   |

Die Mechanisierung der Landwirtschaft und die Aufgabe bäuerlicher Kleinbetriebe haben bereits seit den 1930er Jahren zu einem Mangel an Arbeitsplätzen und zu einer Abwanderung eines Großteils der Bevölkerung in die Städte geführt (Landflucht). Zur Gemeinde gehören auch die nur noch etwa 2 bzw. 22 Einwohner zählenden Weiler (pedanías) Hiniestra und San Juan de Ortega.

## Wirtschaft
Die Region ist seit Jahrhunderten nahezu ausschließlich von der Landwirtschaft geprägt; große Bedeutung hat die Viehzucht. Der Tourismus (Vermietung von Ferienwohnungen) spielt nur eine untergeordnete Rolle.

## Geschichte
Funde aus keltischer, römischer, westgotischer und selbst aus islamisch-maurischer Zeit wurden auf dem Gemeindegebiet bislang nicht gemacht. Man nimmt an, dass die Gründung des Ortes auf das Betreiben des zweiten Grafen Kastiliens, Diego Rodríguez Porcelos (reg. 873–885), zurückgeht, der sich stark um die Wiederbesiedlung (repoblación) der Gegend bemühte. Die erste Erwähnung des Ortsnamens Colina stammt aus dem Jahr 991; auch die Namen der beiden Weiler und anderer, längst aufgegebener Dörfer, sind in Dokumenten des 10. Jahrhunderts erwähnt.

## Sehenswürdigkeiten
Barrios de Colina
- Die ehemals existierende Iglesia de San Pedro ist schon lange verschwunden.

San Juan de Ortega
- Der kleine Ort gruppiert sich um das ehemalige Kloster, das heute als Pilgerherberge genutzt wird.[5]

Hinistra
- Der Ort ist nahezu verlassen (despoblado); selbst die Kirche liegt in Ruinen.[6]